# Montreuil-aux-Lions
Montreuil-aux-Lions település Franciaországban, Aisne megyében. Lakosainak száma 1328 fő (2022. január 1.). Montreuil-aux-Lions Bézu-le-Guéry, Marigny-en-Orxois, Dhuisy és Sainte-Aulde községekkel határos.

## Népesség
A település népességének változása:
| Lakosok száma | 585  | 701  | 1001 | 1333 | 1384 | 1377 | 1369 | 1364 | 1374 | 1328 |
|               | 1968 | 1982 | 1990 | 2006 | 2013 | 2015 | 2017 | 2019 | 2020 | 2022 |